# 天主教加蒂諾總教區
天主教加蒂諾總教區（拉丁語：Archidioecesis Gatinensis）是加拿大一個教省總教區，是該國十八個總教區之一。下轄三個教區。
總教區位於魁北克烏塔韋區。2006年教友有231,325人、六十一個堂區、七十六名司鐸。現任總主教為保祿-安德肋·杜柫榭。
1963年4月27日升為赫爾教區，至1990年10月30日升為加蒂諾-赫爾總教區。2005年10月28日易名至今。